# Representação de Heisenberg
Na física a Representação de Heisenberg, desenvolvida pelo físico Werner Heisenberg, é a formulação da mecânica quântica onde os operadores (observáveis) são dependentes do tempo e o estado quântico são independentes do tempo. Isto demonstra o contraste com a Representação de Schrödinger na qual os operadores são constantes e o estado quântico se desenvolve no tempo. Estas duas representações apenas se diferem pela mudança na dependência do tempo. Formalmente falando a Representação de Heisenberg é a formulação da mecânica matricial numa base arbitrária, onde o Hamiltoniano não é necessariamente diagonal.

## Detalhes matemáticos
Na Representação de Heisenberg da mecânica quântica o estado quântico, {\displaystyle |\psi \rangle }, não se modifica com o tempo, e um observador A satisfaz a equação
{\displaystyle {\frac {d}{dt}}A(t)={i \over \hbar }[H,A(t)]+\left({\frac {\partial A}{\partial t}}\right),}
onde H é o hamiltoniano e [·,·] é o comutador de A e H. Em certo sentido, a Representação de Heisenberg é mais natural e fundamental que a Representação de Schrödinger, especialmente para a teoria da relatividade geral e restrita.
A similaridade da Representação de Heisenberg com a física clássica é facilmente identificada ao trocar o comutador da equação acima pelos Parênteses de Poisson, então a equação de Heisenberg se tornará uma equação da mecânica hamiltoniana.

## Derivando a equação de Heisenberg
Suponha que nós tenhamos um observador A (que é um operador autoadjunto). O valor esperado de A para um dado estado {\displaystyle |\psi (t)\rangle } é dado por:
{\displaystyle \langle A\rangle _{t}=\langle \psi (t)|A|\psi (t)\rangle }
ou se nós escrevermos a seguinte Equação de Schrödinger
{\displaystyle |\psi (t)\rangle =e^{-iHt/\hbar }|\psi (0)\rangle }
(onde H é o hamiltoniano independente do tempo e ħ é a Constante de Planck dividida por 2·π) nós teremos
{\displaystyle \langle A\rangle _{t}=\langle \psi (0)|e^{iHt/\hbar }Ae^{-iHt/\hbar }|\psi (0)\rangle ,}
e então nós definiremos
{\displaystyle A(t):=e^{iHt/\hbar }Ae^{-iHt/\hbar }.}
Agora obteremos
{\displaystyle {d \over dt}A(t)={i \over \hbar }He^{iHt/\hbar }Ae^{-iHt/\hbar }+\left({\frac {\partial A}{\partial t}}\right)+{i \over \hbar }e^{iHt/\hbar }A\cdot (-H)e^{-iHt/\hbar }}
(diferenciando de acordo com a regra do produto)
{\displaystyle ={i \over \hbar }e^{iHt/\hbar }\left(HA-AH\right)e^{-iHt/\hbar }+\left({\frac {\partial A}{\partial t}}\right)={i \over \hbar }\left(HA(t)-A(t)H\right)+\left({\frac {\partial A}{\partial t}}\right)}
(a última passagem é válida já que {\displaystyle e^{-iHt/\hbar }} comuta com H.) Nós agora estamos à esquerda da Equação de Heisenberg do movimento
{\displaystyle {d \over dt}A(t)={i \over \hbar }[H,A(t)]+\left({\frac {\partial A}{\partial t}}\right)}
(onde [X, Y] é o comutador dos dois operadores e definidos como [X, Y] := XY − YX).
Agora, se nós fizermos uso do operador de igualdade
{\displaystyle {e^{B}Ae^{-B}}=A+[B,A]+{\frac {1}{2!}}[B,[B,A]]+{\frac {1}{3!}}[B,[B,[B,A]]]+\cdots }
Nós veremos que para um observador independente do tempo A, nós obteremos:
{\displaystyle A(t)=A+{\frac {it}{\hbar }}[H,A]-{\frac {t^{2}}{2!\hbar ^{2}}}[H,[H,A]]-{\frac {it^{3}}{3!\hbar ^{3}}}[H,[H,[H,A]]]+\dots .}
Devido ao relacionamento entre os Parênteses de Poisson e os comutadores, esta relação também obedece à mecânica clássica.

## Relacionamento do comutador
O relacionamento do comutador é bastante diferente à Representação de Schrödinger por causa da dependência do tempo dos operadores. Por exemplo, considere os operadores {\displaystyle x(t_{1}),x(t_{2}),p(t_{1})} e {\displaystyle p(t_{2})}. A evolução no tempo destes operadores depende do hamiltoniano deste sistema. Para um oscilador harmônico de uma dimensão
{\displaystyle H={\frac {p^{2}}{2m}}+{\frac {m\omega ^{2}x^{2}}{2}}}
A evolução da posição e do operador do momento é dada por:
{\displaystyle {d \over dt}x(t)={i \over \hbar }[H,x(t)]={\frac {p}{m}}}
{\displaystyle {d \over dt}p(t)={i \over \hbar }[H,p(t)]=-m\omega ^{2}x}
Pela diferenciação de ambas equações e solucionando com as devidas condições iniciais
{\displaystyle {\dot {p}}(0)=-m\omega ^{2}x_{0}}
{\displaystyle {\dot {x}}(0)={\frac {p_{0}}{m}}}
nos leva a:
{\displaystyle x(t)=x_{0}\cos(\omega t)+{\frac {p_{0}}{\omega m}}\sin(\omega t)}
{\displaystyle p(t)=p_{0}\cos(\omega t)-m\omega \!x_{0}\sin(\omega t)}
Agora nós estamos prontos para diretamente comutar a relação do comutador:
{\displaystyle [x(t_{1}),x(t_{2})]={\frac {i\hbar }{m\omega }}\sin(\omega t_{2}-\omega t_{1})}
{\displaystyle [p(t_{1}),p(t_{2})]=i\hbar m\omega \sin(\omega t_{2}-\omega t_{1})}
{\displaystyle [x(t_{1}),p(t_{2})]=i\hbar \cos(\omega t_{2}-\omega t_{1})}
Perceba que para {\displaystyle t_{1}=t_{2}}, simplesmente obteremos a já conhecida relação de comutação canônica.